# Drapel de luptă

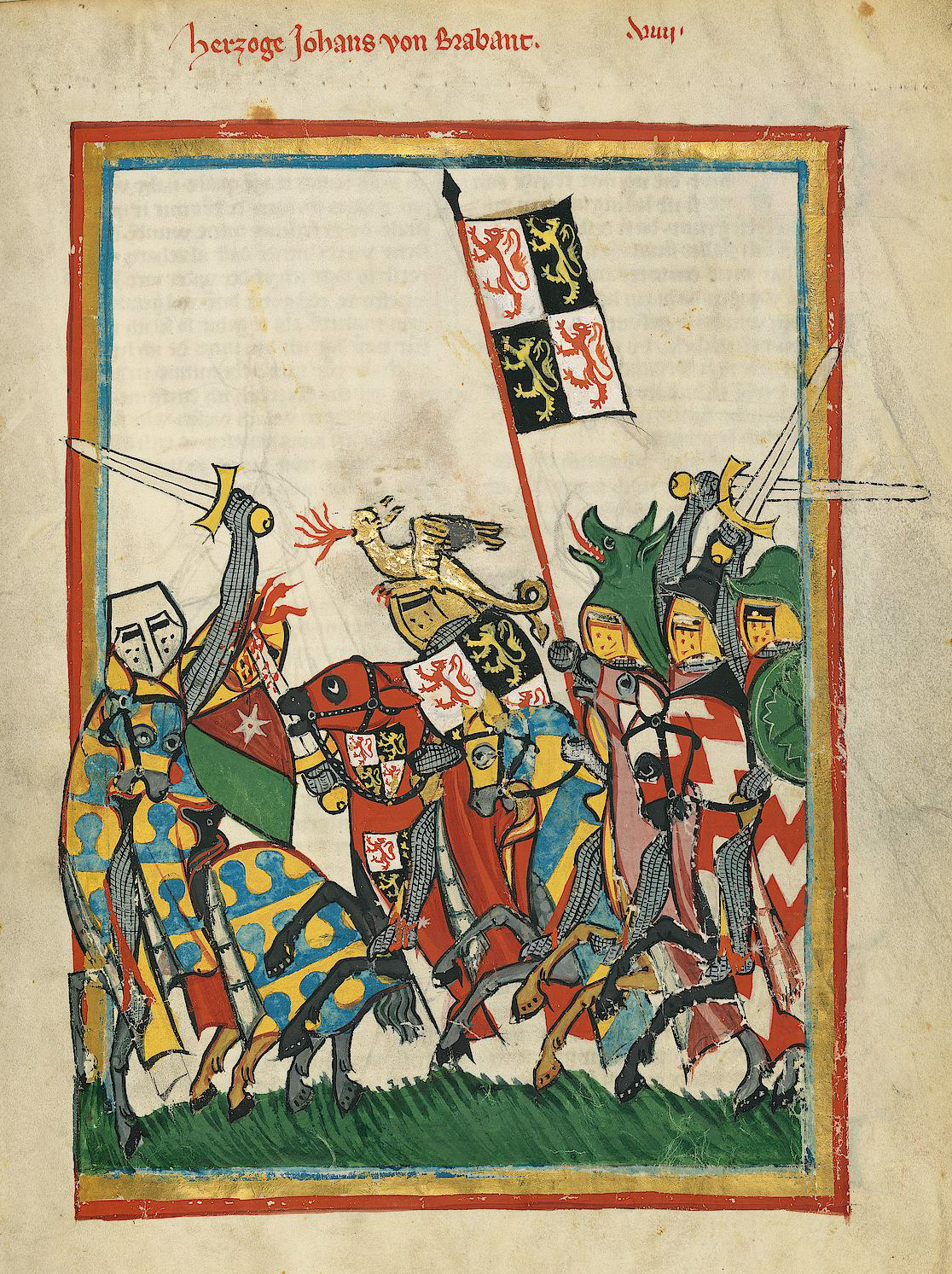
Un cavaler (Jan I van Brabant) purtând un steag heraldic în bătălie, pe lângă alte însemne heraldice afișate pe scut (Codex Manesse, ca. 1304)

Un drapel de luptă, numit și steag de război, steag militar sau steag de bătălie, este o variantă a steagului național folosit de forțele militare ale unei țări pe uscat. Echivalentul său nautic este steagul marinei militare.
În cel mai strict sens al termenului, puține țări au astăzi steaguri de război adecvate, majoritatea preferând să folosească în schimb steagul lor național sau stindardul în acest scop.

## Istoric
„Sună trâmbițe! Lăsați culorile noastre sângerii să fluture! Și ori fie victorie, ori un mormânt.”—Edward, Prinț de Wales, în piesa lui Shakespeare Henric al VI-lea, Partea a treia, Actul al II-lea, Scena a II-a
Însemnele de câmp au fost folosite în războiul timpuriu cel puțin din epoca bronzului. Însuși cuvântul stindard provine dintr-un termen italian pe filiera francezei vechi pentru un însemn heraldic de câmp (nu neapărat un steag).

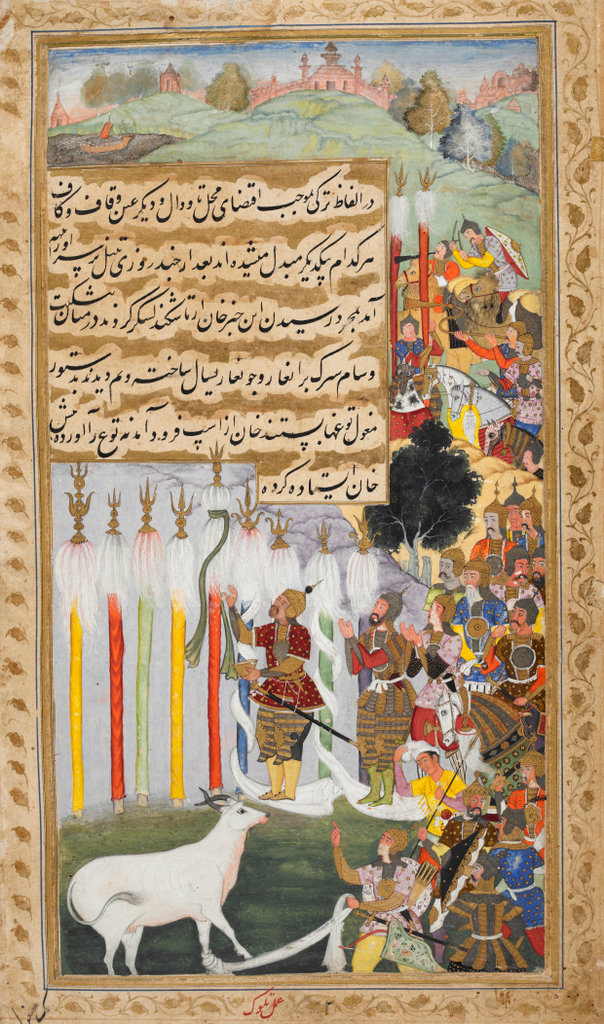
Babur și armata sa Mogulă salutând cele nouă stindarde ale lui Timur.

Utilizarea steagurilor ca însemne de câmp se pare că a debutat în Asia, în timpul epocii fierului, posibil fie în China, fie în India. În Persia ahemenidă, fiecare divizie de armată avea propriul ei stindard, iar „toți ofițerii aveau steag peste corturile lor”. Însemnele timpurii de câmp care includ, dar nu se limitează la un steag, sunt, de asemenea, numite vexilloide sau „sub formă de steag”, de exemplu stindardul Vultur roman sau stindardul dragon al sarmaților. Vexillumul roman în sine este, de asemenea, un fel de steag, în sensul că a fost suspendat de o bară transversală orizontală, spre deosebire de un simplu catarg.
Folosirea steagurilor simple ca însemne militare devine obișnuită în perioada medievală, dezvoltându-se în paralel cu heraldica ca o completare a dispozitivului heraldic prezentat pe scuturi. Drapelul maritim se dezvoltă și în perioada medievală. Sashimonoul japonez medieval purtat de soldații obișnuiți reprezintă o dezvoltare paralelă.
Unele orașe sau comune medievale libere nu aveau steme și foloseau drapele de luptă care nu erau derivate dintr-o stemă. Astfel, orașul Lucerna a folosit un steag alb-albastru ca însemn de câmp de la mijlocul secolului al XIII-lea, fără a-l deriva dintr-un design de scut heraldic.

## Drapele de luptă actuale

### Folosit numai de forțele armate
|                                 |
| Drapelul de luptă al Bruneiului |

|                                       |
| Însemn al Forțelor armate ale Canadei |

|                                                               |
| Drapel de luptă al Armatei de Eliberare a Poporului al Chinei |

|                                                   |
| Drapel de luptă al Forțelor Armate ale Taiwanului |

|                              |
| Drapel de luptă al Columbiei |

|                             |
| Drapel de luptă al Georgiei |

|                           |
| Drapelul Armatei Iranului |

|                            |
| Drapel de luptă al Italiei |

| |
| Drapel ale Forțelor de autoapărare ale Japoniei și ale Forțelor de autoapărare terestră ale Japoniei |

|                                                               |
| Drapel de luptă al Armatei Poporului Coreei al Coreei de Nord |

|                                       |
| Drapelul Forțelor Armate ale Moldovei |

|                                          |
| Drapelul Forțelor Armate ale Myanmarului |

|                                           |
| Drapelul Forțelor Armate ale Pakistanului |

|                         |
| Drapel de luptă al Peru |

|                                |
| Drapel de luptă al Portugaliei |

|                                                 |
| Stindard al Forțelor armate ale Federației Ruse |

| Obverse side meant to be hoisted with pole to the observer's right           |
| Drapelul de luptă al Statului Major Regal al Forțelor Armate Arabiei Saudite |

|                                      |
| Drapelul Forțelor Armate ale Serbiei |

|                                       |
| Drapelul Forțelor Armate ale Ucrainei |

|                                        |
| Drapelul Armatei Poporului din Vietnam |

### Numai pentru folosirea de către armată (înrăzboiul terestru)
|                       |
| Armata Bangladeshului |

|                                         |
| Steag neceremonial al Armatei Britanice |

|          |
| Bulgaria |

|                                                             |
| Drapelul Forței Terestre a Armatei de Eliberare a Poporului |

|                                         |
| Drapelul de luptă al Armatei Taiwanului |

|                            |
| Drapelul Armatei Columbiei |

|                               |
| Forțele Terestre ale Georgiei |

|                                                           |
| Drapelul de luptă (culoarea regimentală) al Armatei Elene |

|                               |
| Drapelul de luptă al Ungariei |

|                         |
| Drapelul Armatei Indiei |

|                            |
| Drapelul Armatei Malaysiei |

|                              |
| Drapelul Armatei Myanmarului |

|                     |
| Armata Pakistanului |

|                               |
| Forțele Terestre ale Poloniei |

|                             |
| Forțele Terestre ale Rusiei |

| Obverse side meant to be hoisted with pole to the observer's right |
| Armata Arabiei Saudite                                             |

|                          |
| Armata Republicii Coreea |

|                           |
| Armata regală thailandeză |

|                                                  |
| Drapelul Comandamentului Forțelor Terestre Turce |

|                   |
| Armata ucraineană |

|                       |
| Armata Statelor Unite |

|                                       |
| Steagul Armatei Poporului Vietnamului |

### Drapele de luptă care sunt și însemne navale
|                                                               |
| Drapel de luptă, de stat și însemn heraldic naval al Austriei |

| State flag and ensign, war flag                                 |
| Drapel de luptă, de stat și însemn heraldic naval al Danemarcei |

| State flag and ensign, war flag                                           |
| Drapel de luptă, de stat și însemn heraldic naval al statului El Salvador |

|                              |
| Drapel de luptă al Finlandei |

| State flag and ensign, war flag                                |
| Drapel de luptă, de stat și însemn heraldic naval al Germaniei |

| State and war flags and ensigns                     |
| Drapel de stat și însemn heraldic naval al Islandei |

|                                   |
| Însemn heraldic naval al Japoniei |

| State and war flags and ensigns                                |
| Drapel de luptă, de stat și însemn heraldic naval al Norvegiei |

| National flag and ensign       |
| Drapel de luptă al Filipinelor |

| Obverse side meant to be hoisted with pole to the observer's right |
| Steagul bazelor navale ale Arabiei Saudite                         |

|                            |
| Drapel de luptă al Suediei |

| State and war flags and ensigns                                 |
| Drapel de luptă, de stat și însemn heraldic naval al Venezuelei |

## Foste drapele de luptă
|                                                                          |
| Drapelul Bangladeshului în timpul Războiului de eliberare din Bangladesh |

| |
| Exemplarul original al steagului Eureka, drapel de luptă al rebelilor de la Bătălia de la Eureka Stockade din 1854. |

|                                                                  |
| Drapel de luptă al Statelor Confederate ale Americii (1861–1865) |

|                                               |
| Steagul Crucii Burgundiei, Spania (1506–1843) |

|                                                           |
| Drapel de luptă al Armatei Imperiale Japoneze (1868–1945) |

|                                                          |
| Drapel de luptă al Republicii Populare Congo (1970–1991) |

| |
| Steagul Gadsden - folosit de unele forțe continentale în timpul războiului de revoluție americană (1775–1783) |

|                                                                          |
| Drapel de luptă al Society of United Irishmen, folosit în Bătălia Arklow |

|                                                       |
| Drapel de luptă al Germaniei de Est (RDG) (1960–1990) |

|                                                     |
| Drapel de luptă al Wehrmachtului German (1938–1945) |

|                                           |
| Drapel de luptă al cetnicilor (1903–1946) |

| |
| Drapel de luptă și însemn heraldic al Iranului (1925–1979), între 1910 și 1925 coroana Kiani a fost folosită în locul coroanei Pahlavi |

|                                                            |
| Drapel de luptă al Republicii Sociale Italiene (1943–1945) |

|                                   |
| Drapel de luptă al Prusiei (1816) |

|                                                  |
| Drapel de luptă al Imperiului German (1903–1919) |

|                                               |
| Drapel de luptă al Republicii Romane din 1849 |

|                                                                                |
| Drapelul Armatei Roșii și al Forțelor armate ale Uniunii Sovietice (neoficial) |

|                                                               |
| Drapelul Armatei regale din Siam în Războaiele Ho (1885–1890) |

|                                          |
| Drapel de luptă al Mogulilor (1526–1857) |

|                                                        |
| Însemn heraldic (guidon) al Cavaleriei Statelor Unite. |

|                                   |
| Drapel de luptă al Regio Esercito |

|                                                                                                 |
| Însemn heraldic de război al Republicii Slovace (stat-marionetă al Germaniei naziste 1939–1945) |

| |
| Drapel de luptă al Statului Independent al Croației (stat-marionetă al Germaniei naziste 1941–1945) |

|                                                      |
| Drapel de luptă al Armatei Regale Ungare (1939–1945) |

|                         |
| Armata Regală Iugoslavă |

|                         |
| Marina Regală Iugoslavă |

|                            |
| Forțele terestre iugoslave |

|                  |
| Marina iugoslavă |

|                                                   |
| Forțele Armate ale Republicii Federale Iugoslavia |

|                                       |
| Marina Republicii Federale Iugoslavia |

|                             |
| Drapel de luptă al Zairului |